# Hans Hækkerup
Hans Hækkerup (ur. 3 grudnia 1945 we Frederiksbergu, zm. 22 grudnia 2013) – duński polityk, parlamentarzysta, w latach 1993–2000 minister obrony, specjalny przedstawiciel sekretarza generalnego ONZ w Kosowie w 2001.

## Życiorys
Syn polityka Pera Hækkerupa. W 1973 ukończył studia ekonomiczne na Uniwersytecie Kopenhaskim. Zaangażował się w działalność polityczną w ramach Socialdemokraterne. Był sekretarzem i kierownikiem sekcji w resorcie spraw społecznych (1973–1976), następnie kierownikiem sekcji w ministerstwach edukacji (1976–1977) i pracy (1977–1979). Pracował też jako nauczyciel akademicki i ekonomista w organizacji zrzeszającej urzędników.
W latach 1979–1981 i 1984–2001 sprawował mandat posła do Folketingetu, w latach 1991–1993 przewodniczył parlamentarnej komisji obrony. Od stycznia 1993 do grudnia 2000 zajmował stanowisko ministra obrony w czterech rządach Poula Nyrupa Rasmussena. W 2001 objął funkcję specjalnego przedstawiciela sekretarza generalnego ONZ w Kosowie, z której zrezygnował jeszcze w tym samym roku. Pracował później na uczelni wojskowej Forsvarsakademiet.
W 2011 ujawnił, że zdiagnozowano u niego zanik wieloukładowy; zmarł w 2013. Był dwukrotnie żonaty, najpierw z polityk Lise Hækkerup, następnie z dyplomatą Susanne Rumohr Hækkerup.